# Allen Steckle
Allen Chubb Steckle (Freeport, Michigan, 1872. július – 1938. március 4.) amerikai amerikaifutball-játékos és -edző, valamint orvos. 1901 és 1903 között a Nevada State Sagebrushers, 1904–1905-ben pedig az Oregon Agricultural Aggies vezetőedzője volt.

## Fiatalkora
Édesapja Abraham B. Steckle földműves, édesanyja Sarah Furtney. Az 1880-as népszámláláskor szüleivel és hat testvérével Campbell Townshipben élt.

## Játékosként
1897 és 1899 között a Michigan Wolverines játékosa volt; 1898-ban a régió legjobb tackle-jének nevezték és a csapat megnyerte a konferenciabajnokságot. 1899-ben csapatkapitánnyá választották és elnyerte az All-America elismerést. Egy korabeli újságcikk szerint „olyan jó védőjátékos, akit sehol sem lehet találni”.

## Edzőként

### Nevada State Sagebrushers
1901 és 1903 között a Nevada State Sagebrushers amerikaifutball-vezetőedzője, 1903-ban pedig atlétikai igazgatója volt. Miután 1903-ban a mindössze nyolcvan hallgatóval rendelkező intézmény legyőzte a California Golden Bearst, a Daily Nevada State Journal címlapját a győzelemnek szentelte. Steckle legjobb játékosai fivérei, Abe Steckle és Ivan X. Steckle voltak. 1919-ben egy helyi újság az egyetem legjobb edzőjének nevezte.
Elismerték lelkesítő személyiségét, valamint orvosként figyelmet fordított játékosai fizikai kondíciójára is.
Egy időben a női kosárlabdacsapat edzője is volt.

### Oregon Agricultural Aggies
Az 1903-as sikereit követően az Oregoni Állami Egyetem magasabb fizetésért felajánlotta neki a vezetőedzői pozíciót. 1904-ben és 1905-ben alkalmazták.

## Orvosként
1899-ben beiratkozott az Illinois-i Orvosi és Sebészeti Főiskolára. Edzősége alatt tanulmányait megszakította.
1905-ben felhagyott az edzőséggel és orvos lett. 1920-ban a Washington állambeli Vancouverben élt feleségével, Margarettel és két lányával, Catherine-nel és Sarah-val. 1930-ban Battle Groundban volt háziorvos.

## Halála
1938. március 4-én, 65 évesen autója mellett egy 38-as kaliberű fegyverből származó golyóval a fejében találták meg. Előző éjszaka egy hívásra válaszolva távozott; a rendőrség elmondása alapján több fenyegető levelet találtak, felesége szerint valaki kétezer dollárt követelt tőle.

## Eredményei vezetőedzőként
| Év                                     | Eredmény                              |
| Nevada State Sagebrushers (Független)  | Nevada State Sagebrushers (Független) |
| -------------------------------------- | ------------------------------------- |
| 1901                                   | 3–3                                   |
| 1902                                   | 1–2                                   |
| 1903                                   | 2–4–2                                 |
| Eredmény:                              | 6–9–2                                 |
| Oregon Agricultural Aggies (Független) |                                       |
| 1904                                   | 4–2                                   |
| 1905                                   | 6–3                                   |
| Eredmény:                              | 10–5                                  |
| Összesen:                              | 16–14–2                               |

## Fordítás
- Ez a szócikk részben vagy egészben  az   Allen Steckle című angol Wikipédia-szócikk ezen változatának fordításán alapul.  Az eredeti cikk szerkesztőit annak laptörténete sorolja fel. Ez a jelzés csupán a megfogalmazás eredetét és a szerzői jogokat jelzi, nem szolgál a cikkben szereplő információk forrásmegjelöléseként.